# البيان (صحيفة تونسية)
جريدة البيان هي جريدة أسبوعية إخبارية جامعة تونسية.

## التاريخ
صدر عددها الأول يوم 14 نوفمبر 1977. وقد أصدرها الاتحاد التونسي للصناعة والتجارة. أدارها في البداية الفرجاني بالحاج عمار ثم الهادي الجيلاني. ومع أنها جريدة إخبارية وسياسية تعكس وجهات نظر نقابة الأعراف التونسيين، فهي تعطي مكانة هامة للرياضة خاصة وأنها تصدر يوم الاثنين.